# لغة جهنكية
اللغة الجهنكية هي من اللغات الماندنغية [الإنجليزية] في غينيا بيساو وغينيا. وهي مفهومة جزئيًا لمتحدثي اللغة الماندينكية. (الجاهانكا السنغالية وغينيا بيساو هي لهجة من اللغة الكاسنكية [الإنجليزية]).